# Burton Snowboards
Burton Snowboards je ameriško podjetje, ki izdeluje oblačila in opremo za snowboarding. Leta 1977 ga je v mestu Burlington (Vermont) ustanovil američan Jake Burton Carpenter,ki je umrl leta 2019.
Podjetje Burton ima v lasti tudi druga podjetja, ki izdelujejo snowboard opremo in druge izdelke pod lastnimi blagovnimi znamkami:
- Anon Optics - očala
- Gravis Footwear - čevlji
- R.E.D. - zaščitna oprema
- Analog clothing - vsakdanja oblačila

Organizirajo številna tekmovanja v snowboardingu, med njimi:
- Burton World Tour
- Burton New Zealand Open
- Burton DemoTour
- Burton Global Open Series
- Canadian Open
- European Open
- Nippon Open
- Burton AM Tour
- US Open
- Abominable Snow Jam
- Australian Open
- Burton All Girls Camps